# Banca centrale della Nigeria
La Central Bank of Nigeria è la banca centrale della Nigeria. È stata fondata nel 1958 e ha iniziato la propria operatività il 1º luglio 1959. La sede centrale è ad Abuja.
I principali obiettivi della banca sono enunciati nella legge che ne ha stabilito la creazione nel 1958: emettere valuta con corso legale, mantenere le riserve del paese, promuovere la stabilità monetaria e la solidità del sistema finanziario,  agire come banchiere di ultima istanza e come consulente finanziario per il governo federale. Il ruolo della banca centrale come prestatore di ultima istanza e consulente del governo federale l'ha spinta a volte nelle torbide acque della regolamentazione. Dopo la fine del governo coloniale, il desiderio del governo di diventare proattivo nello sviluppo dell'economia divenne palese. In particolare, dopo la fine della guerra civile nigeriana, la banca seguì il desiderio del governo e intraprese un'azione risoluta al fine di supplire ad ogni deficit nell'allocazione del credito all'economia reale. La banca si trovò presto coinvolta nell'erogazione diretta del credito ai consumatori, contravvenendo la propria intenzione originaria di operare attraverso le banche commerciali per quanto riguarda le attività che coinvolgono il credito al consumo. Tuttavia, tale situazione discese dalla politica di indigenizzazione di quel momento. Nondimeno, il governo attraverso la banca centrale è stato attivamente coinvolto nella creazione del sistema valutario e dei capitali della nazione, formando il consiglio di regolamento sui titoli e introducendo strumenti del tesoro nel mercato dei capitali.

## Storia
Nel 1948 l'amministrazione coloniale istituì una commissione d'inchiesta, sotto la guida di G.D. Paton, al fine di indagare sulle procedure bancarie in Nigeria. Prima di tale iniziativa, il settore bancario era quasi completamente senza controllo. La relazione di G.D. Paton, frutto del lavoro della commissione d'inchiesta, divenne la pietra d'angolo della prima legislazione bancaria del paese: il decreto bancario del 1952. Il decreto era pensato allo scopo di prevenire la proliferazione di banche che non fossero in grado di sopravvivere, e di tutelare l'attività delle banche commerciali operanti nel rispetto della legge. Il decreto bancario scatenò una rapida crescita nel settore, e con la crescita arrivarono anche le delusioni. Entro il 1958 alcune banche erano  già fallite. Per limitare ulteriori fallimenti e predisporre il passaggio del controllo agli indigeni, nel 1958 fu presentata alla camera bassa del Parlamento una proposta di legge per la creazione della Central Bank of Nigeria. La legge fu completamente implementata il 1º luglio 1959, quando la CBN divenne pienamente operativa. Nell'aprile 1960, la banca emise i suoi primi titoli zero-coupon a breve termine. Nel maggio 1961 la banca lanciò la "Lagos Bankers Clearing House", che forniva alle banche autorizzate una camera di compensazione in cui cambiare e liquidare gli assegni rapidamente. Il 1º luglio 1961 la banca aveva completato l'emissione delle nuove banconote e monete nigeriane in tutti i tagli, nonché la remissione di tutta la precedente valuta del West African Currency Board.

## Presente
Attualmente, sotto la guida di Chukwuma C. Soludo, la banca sta vivendo un momento di successo, parzialmente dovuto alla crescita dei prezzi del petrolio greggio. L'utilizzo da parte della banca della capitalizzazione ha dato maggior forza al settore bancario rispetto al precedente tentativo della banca centrale, poi fallito, di controllare la caduta di molte banche d'affari e commerciali nei primi anni novanta. Nel 1990 il programma di liberalizzazione previsto dal Piano di Aggiustamento Strutturale adottato, portò a una crescita senza precedenti del settore bancario.
Tuttavia, un gran numero di banche erano principalmente impegnate in operazioni di arbitraggio e nella ricerca di fondi governativi per stare a galla. Nel 1995 la maggior parte delle banche erano in difficoltà.
Nel febbraio 2025, la Banca centrale della Nigeria ha approvato per la prima volta l'inclusione del franco CFA nei moduli di ricevuta di esportazione della Nigeria, consentendone l'utilizzo da parte delle banche nigeriane per il rimpatrio delle ricevute di esportazione. Questa approvazione dovrebbe facilitare le transazioni transfrontaliere , con i paesi che utilizzano principalmente il franco CFA.
Il nome di Soludo e degli altri dirigenti della CBN sono frequentemente utilizzati dai truffatori nelle operazioni di truffa alla nigeriana.